# St. Georg (Oberreifenberg)

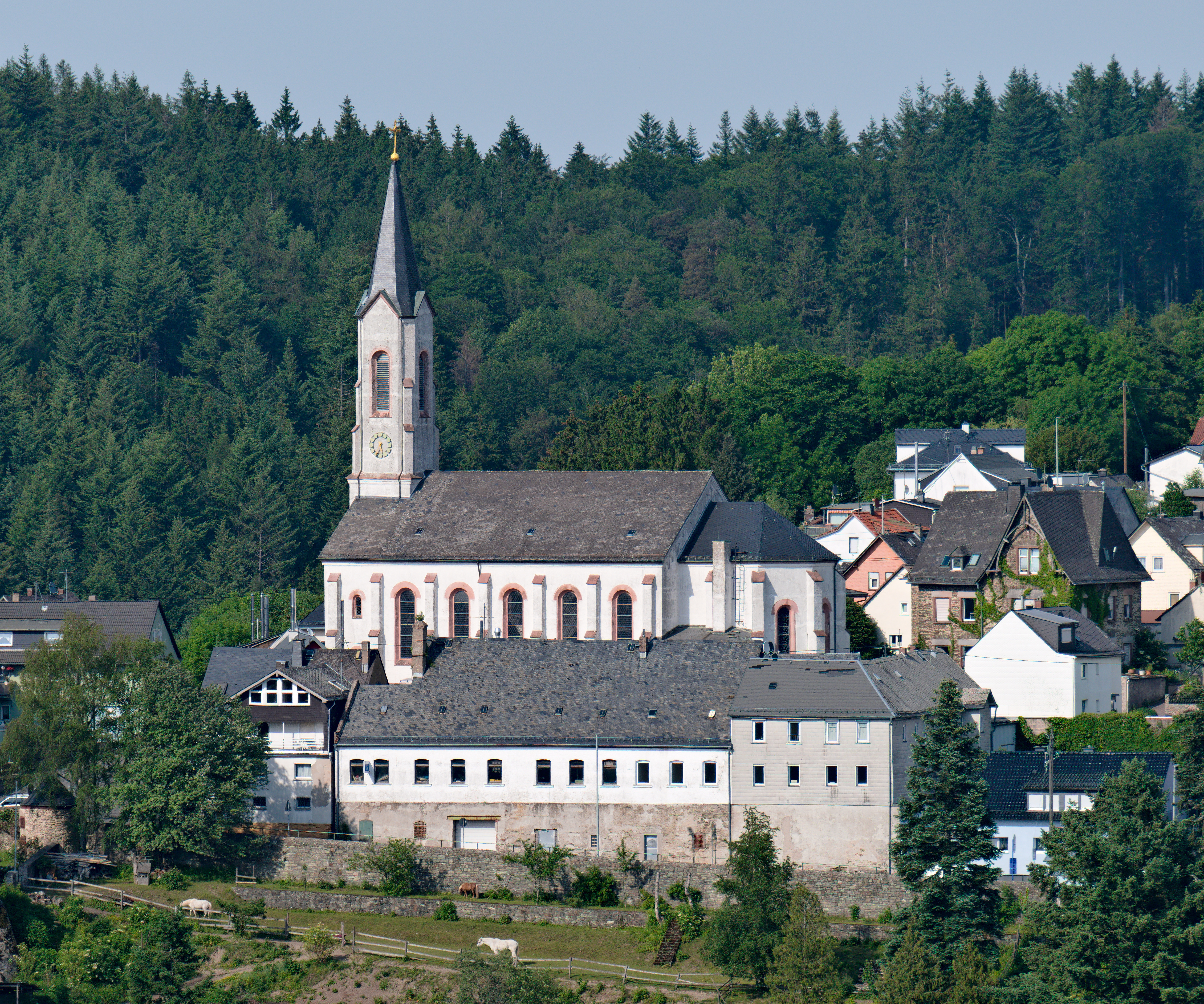
Ortskern mit Kirche, vom Hühnerberg aus gesehen

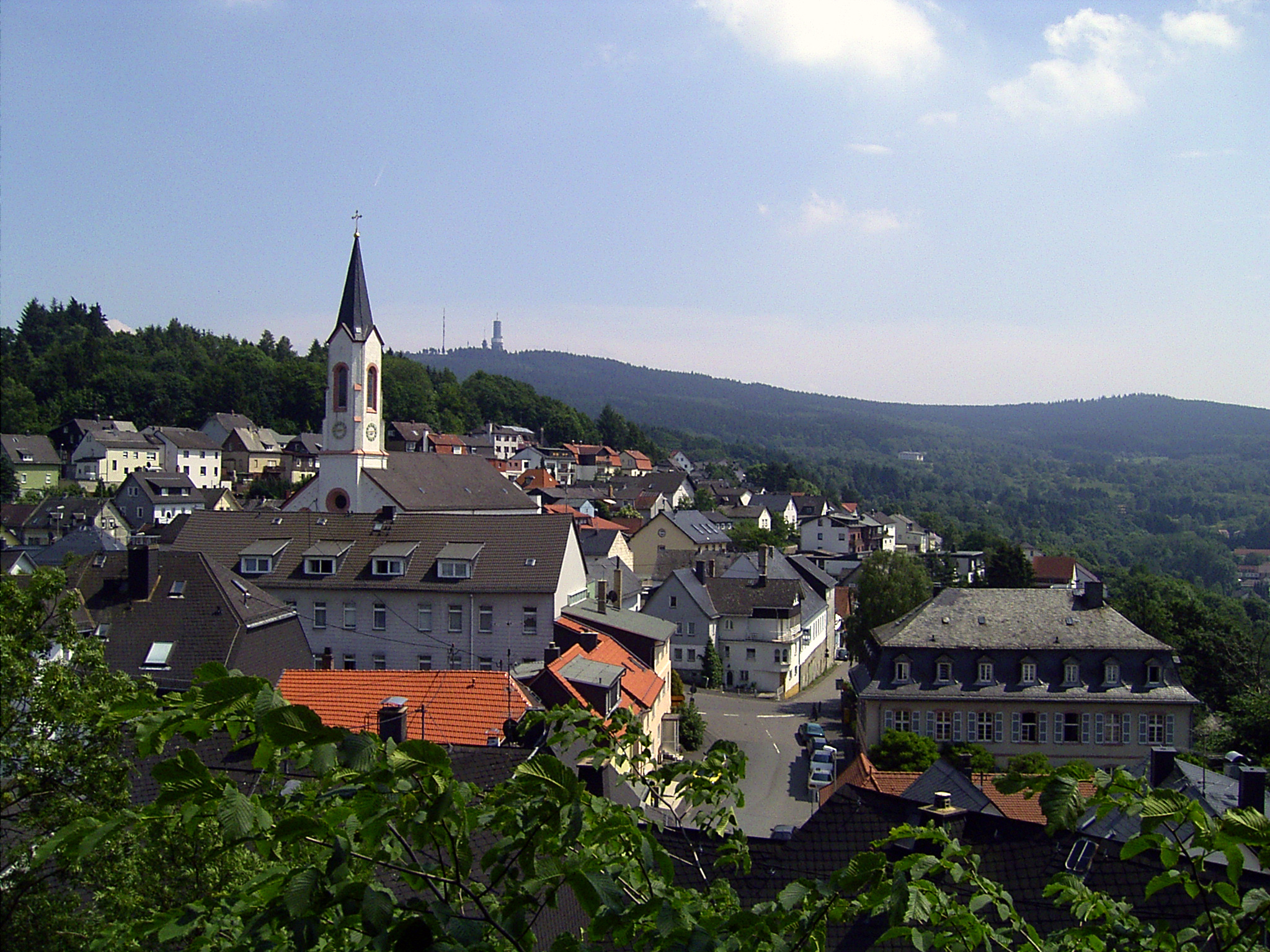
Kirche von der Burg aus gesehen

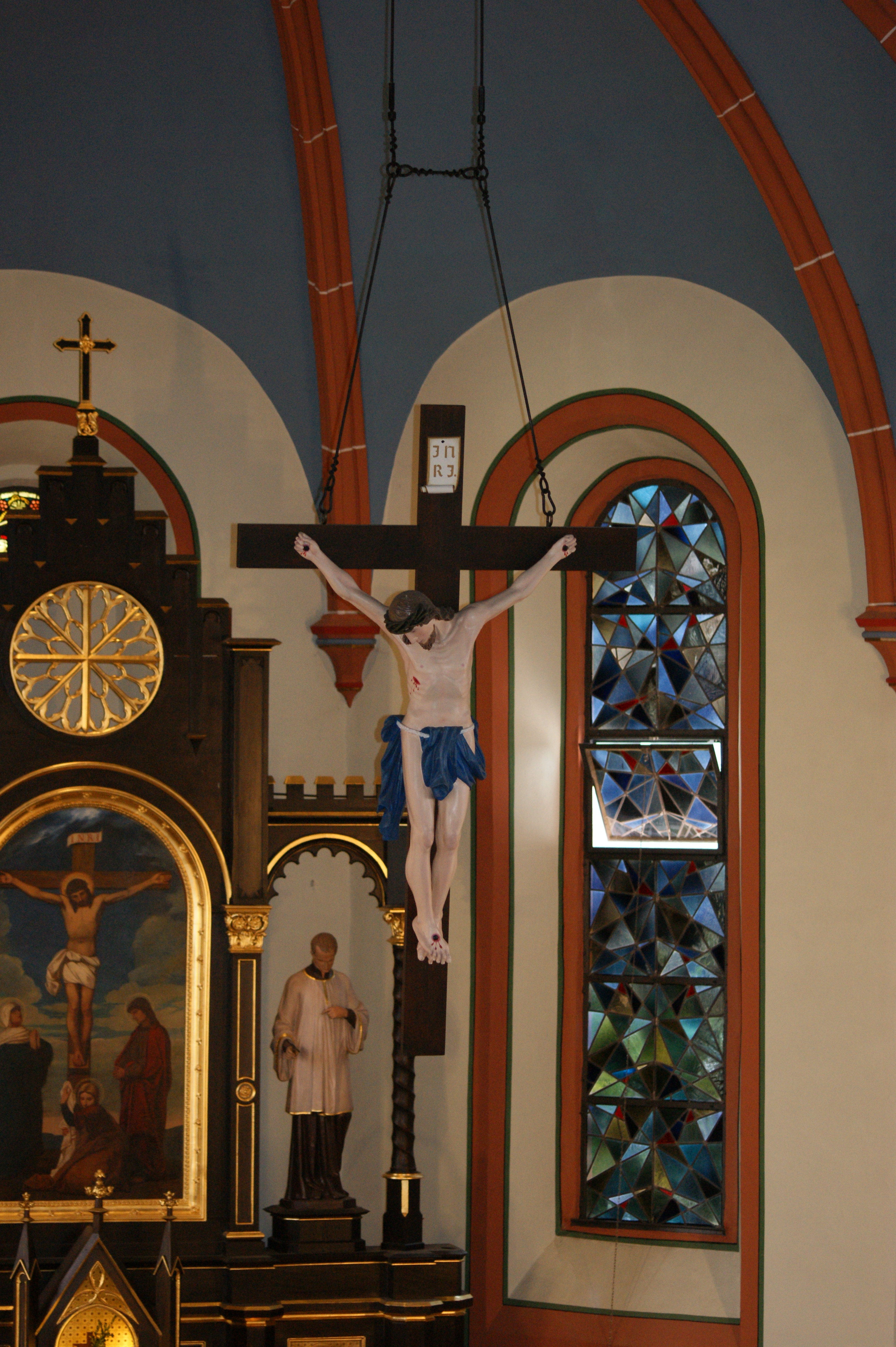
Frei hängendes Kirchenkreuz

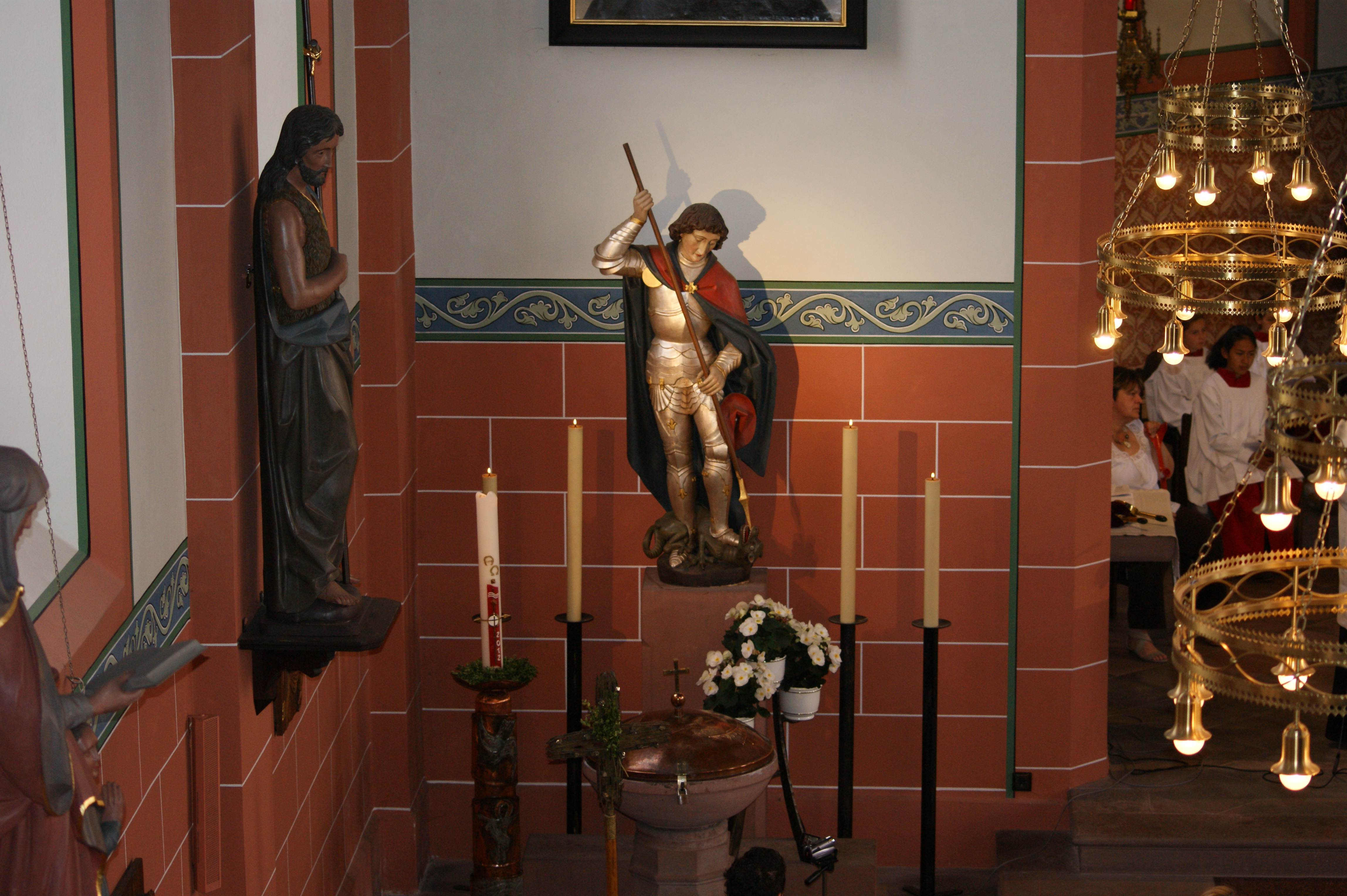
Statue des Heiligen Georg, davor das Taufbecken der Kirche

St. Georg ist die römisch-katholische Kirche in Oberreifenberg im hessischen Hochtaunuskreis. Sie ist dem Heiligen Georg geweiht. Das Gebäude steht unter Denkmalschutz.

## Kirchengeschichte
Ab Anfang des 13. Jahrhunderts gehörte Reifenberg zur Pfarrei Arnoldshain. 1419 entstand die selbständige Pfarrei Reifenberg. Mit der Reformation endete die Bindung an Arnoldshain endgültig: Während Arnoldshain protestantisch wurde, blieb Reifenberg katholisch. Zur Pfarrei Reifenberg gehörten neben Ober- und Niederreifenberg auch Schmitten und Seelenberg. 1893 wurde Schmitten und 1901 Niederreifenberg zunächst als Pfarrvikariat abgespalten. 1921 wurde Schmitten und 1953 Niederreifenberg zur eigenen Pfarrei erhoben. 2006 wurden die Pfarreien aufgelöst und die Pfarrei Oberreifenberg wurde Teil des neuen pastorale Raum Schloßborn/Schmitten. 2012 wurden die pastoralen Räume erneut vergrößert und Oberreifenberg gehörte nun zum pastoralen Raum Usinger Land/Schmitten-Oberreifenberg. Zum Jahresbeginn 2014 wurden alle pastoralen Räume im Usinger Land zu einer Pfarrei neuen Typs mit dem Namen St. Franziskus und Klara – Usingerland und der zentralen Pfarrkirche St. Marien in Neu-Anspach zusammengelegt. St. Georg ist nunmehr ein Kirchort der Pfarrei.
Reifenberg gehörte ursprünglich zum Bistum Mainz und wurde mit der Gründung des Bistums Limburg Teil dieses neuen Bistums. Im Bistum Mainz gehörte Reifenberg zum Mainzer Archidiakonat St. Peter und dort zum Dekanat Eschborn. Im Bistum Limburg war Oberreifenberg Teil des Dekanates Königstein. Heute gehört es zum Bezirk Hochtaunus.

## Bau
Ursprünglich bestand seit 1419 als Pfarrkirche die St. Otmar-Kapelle. Diese Kapelle war an die Burgmauer angebaut und wurde im 17. Jahrhundert abgetragen. Die Gottesdienste fanden nun im großen Saal der Burg statt, bis 1684 unter Anselm Franz von Ingelheim eine neue Kirche erbaut wurde. Diese Kirche war Mitte des 19. Jahrhunderts in einem schlechten Zustand und außerdem zu klein.
Daher wurde unter Pfarrer Johann Petry der Neubau einer Kirche auf dem Gelände des 1844 abgeräumten alten Friedhof geplant.
Die Kirche St. Georg wurde in den Jahren 1845 bis 1855 erbaut. Die Kirche wurde von dem Diezer Architekten Heinrich Velde entworfen. Die Kosten des Baus in Höhe von 26.000 Gulden wurden zur Hälfte von der bitterarmen Gemeinde und zur Hälfte vom Bistum getragen. Die Einweihung erfolgte allerdings erst am 19. Mai 1862 durch den damaligen Bischof von Limburg Peter Josef Blum.
1955 wurde die Kirche erstmals renoviert. Bei dieser Maßnahme erhielt die aus Feldstein gebaute Kirche ihren Außenputz. Weitere Sanierungen fanden 1977 und 2001 statt.

### Glocken
Im Jahr 1859 erhielt der Kirchturm drei Glocken von Ph. Bach aus Windecken, doch im Ersten Weltkrieg wurden zwei von ihnen beschlagnahmt und eingeschmolzen. Unter Pfarrer Martin Geis wurden zwei neue Glocken erworben. Aber auch sie sollten nicht in St. Georg bleiben. Am Fronleichnamsfest 1942 wurden wiederum zwei Glocken aus dem Turm geholt. Erst sechs Jahre später kamen zwei neue Glocken in den Turm und 1962 komplettierte die Zivilgemeinde zum hundertjährigen Kirchweihfest das Geläut mit einer vierten Glocke zum Salve-Regina-Motiv. Aufgrund der Statik und der Enge des Turms läuten alle Glocken an gekröpften Stahljochen.
| Nr. | Gussjahr | Gießer, Gussort         | Schlagton |
| --- | -------- | ----------------------- | --------- |
| 1   | 1962     | Gebr. Rincker, Sinn     | c′        |
| 2   | 1948     | Gebr. Rincker, Sinn     | e′        |
| 3   | 1859     | Philipp Bach, Windecken | g′        |
| 4   | 1948     | Gebr. Rincker, Sinn     | a′        |

### Orgel
Die Orgel stammt vom Orgelbauer Christian Friedrich Voigt aus Wiesbaden und kostete beim Kirchenbau 2.110 Gulden. Ursprünglich war eine kleine Orgel mit 14 Registern zum Preis von 1200 Gulden vorgesehen gewesen. Aufgrund eines Gutachtens des Sachverständigen der Landesregierung zum Orgelbau, dem Usinger Seminarmusiklehrer Karl Markus Feye wurde eine größere Orgel mit 24 Registern angeschafft. Die größte Holzpfeife ist 4,8 Meter lang, die kleinste 7,5 Zentimeter. Die Zinnpfeifen liegen zwischen 2,74 Meter und 16 Zentimeter Länge. Die Orgel kann Töne zwischen dem Contra C und dem 5gestrichenen A erzeugen. Die Prospektpfeifen sind unter einem mit Akroteren geschmückten Giebel und romanischen Arkaden sichtbar. Die Holzpfeifen sind nicht sichtbar.

## Pfarrer
Folgende Pfarrer wirkten in der Kirche:
- Philipp Denk (1812–1837)
- Jakob Hannapel (1838–1851)
- Johann Petry (1851–1868)
- Josef Wenz (1868–1890)
- Ludwig Abt (1890–1891)
- Johannes Keller (1891–1893) (Pfarrverw.)
- Peter Kilburg (1893–1914)
- Martin Geis (1914–1932)
- Theodor Zentgraf (1932–1936)
- Josef Ebenig (1936–?)